# یواس‌اس منستی (ای‌ام-۲۶۱)
یواس‌اس منستی (ای‌ام-۲۶۱) (به انگلیسی: USS Mainstay (AM-261)) یک کشتی بود که طول آن ۱۸۴ فوت ۶ اینچ (۵۶٫۲۴ متر) بود. این کشتی در سال ۱۹۴۳ ساخته شد.